# Манчестер (Охајо)
Манчестер (енгл. Manchester) град је у америчкој савезној држави Охајо.

## Демографија
По попису из 2010. године број становника је 2.023, што је 20 (-1,0%) становника мање него 2000. године.
| Група             | 2000.         | 2010.         |
| Белци             | 1.990 (97,4%) | 1.930 (95,4%) |
| Афроамериканци    | 3 (0,1%)      | 4 (0,2%)      |
| Азијати           | 5 (0,2%)      | 2 (0,1%)      |
| Хиспаноамериканци | 7 (0,3%)      | 34 (1,7%)     |
| Укупно            | 2.043         | 2.023         |